# Tour de l'Ain 2021
El Tour de l'Ain 2021, 33a edició del Tour de l'Ain, es disputà entre el 29 i el 31 de juliol de 2021 sobre un recorregut de 400,6 km repartits entre tres etapes. La cursa formava part del calendari de l'UCI Europa Tour 2021, amb una categoria 2.1.
El vencedor final fou l'australià Michael Storer (Team DSM), que s'imposà al belga Harm Vanhoucke (Lotto-Soudal) i el suís Matteo Badilatti (Groupama-FDJ).

## Equips
En aquesta edició hi prenen part 21 equips:
| WorldTeams (8)- AG2R Citroën Team - Cofidis - Deceuninck-Quick Step - Team DSM - Groupama-FDJ - Lotto Soudal - Trek-Segafredo - Intermarché-Wanty-Gobert Matériaux ProTeams (8)- Alpecin-Fenix - Arkéa-Samsic - B&B Hotels p/b KTM - Caja Rural-Seguros RGA - Delko - Gazprom-RusVelo - Eolo-Kometa - TotalEnergies Equips continentals (3)- Hagens Berman Axeon - Saint Michel-Auber 93 - Xelliss-Roubaix Lille Métropole Equips nacionals (2)- Alemanya Sub-23 - França |
| |

## Etapes
| Etapa    | Data      | Ciutats d'etapa                    | type                    | Distància (km) | Desnivell (m) | Vencedor de l'etapa | Líder de la general |
| -------- | --------- | ---------------------------------- | ----------------------- | -------------- | ------------- | ------------------- | ------------------- |
| 1a etapa | 29 de jul | Parc des oiseaux – Bourg-en-Bresse | etapa plana             | 139,27         | 905 m         | Álvaro Hodeg Chagui | Álvaro Hodeg Chagui |
| 2a etapa | 30 de jul | Lagnieu – Saint-Vulbas             | etapa de mitja muntanya | 137,33         | 2.099 m       | Georg Zimmermann    | Georg Zimmermann    |
| 3a etapa | 31 de jul | Izernore – Lélex                   | etapa de mitja muntanya | 124,01         | 2.937 m       | Michael Storer      | Michael Storer      |

### 1a etapa
| \| Classificació de l'etapa \| Classificació de l'etapa \| Classificació de l'etapa \| Classificació de l'etapa \| Classificació de l'etapa \| \| Corredor \| Corredor \| Equip \| Temps \| \| \| ------------------------ \| ------------------------ \| ---------------------------------- \| ------------------------ \| ------------------------ \| \| 1r \| Álvaro Hodeg Chagui \| Deceuninck-Quick Step \| 3h 04' 57" \| \| \| 2n \| Nacer Bouhanni \| Arkéa-Samsic \| + 0" \| \| \| 3r \| Bryan Coquard \| B&B Hotels p/b KTM \| + 0" \| \| \| 4t \| Niccolò Bonifazio \| TotalEnergies \| + 0" \| \| \| 5è \| Jason Tesson \| Saint Michel-Auber 93 \| + 0" \| \| \| 6è \| Riccardo Minali \| Intermarché-Wanty-Gobert Matériaux \| + 0" \| \| \| 7è \| Florian Vermeersch \| Lotto-Soudal \| + 0" \| \| \| 8è \| Emmanuel Morin \| Cofidis \| + 0" \| \| \| 9è \| Clément Venturini \| AG2R Citroën Team \| + 0" \| \| \| 10è \| Dries De Bondt \| Alpecin-Fenix \| + 0" \| \| |                     |                                    |            |
| |                     |                                    |            |
| Fonts: ProCyclingStats Cycling Archives |                     |                                    |            |
| Classificació de l'etapa |                     |                                    |            |
| Corredor | Corredor            | Equip                              | Temps      |
| 1r | Álvaro Hodeg Chagui | Deceuninck-Quick Step              | 3h 04' 57" |
| 2n | Nacer Bouhanni      | Arkéa-Samsic                       | + 0"       |
| 3r | Bryan Coquard       | B&B Hotels p/b KTM                 | + 0"       |
| 4t | Niccolò Bonifazio   | TotalEnergies                      | + 0"       |
| 5è | Jason Tesson        | Saint Michel-Auber 93              | + 0"       |
| 6è | Riccardo Minali     | Intermarché-Wanty-Gobert Matériaux | + 0"       |
| 7è | Florian Vermeersch  | Lotto-Soudal                       | + 0"       |
| 8è | Emmanuel Morin      | Cofidis                            | + 0"       |
| 9è | Clément Venturini   | AG2R Citroën Team                  | + 0"       |
| 10è | Dries De Bondt      | Alpecin-Fenix                      | + 0"       |

| \| Classificació general \| Classificació general \| Classificació general \| Classificació general \| Classificació general \| \| Corredor \| Corredor \| Equip \| Temps \| \| \| --------------------- \| --------------------- \| ---------------------------------- \| --------------------- \| --------------------- \| \| 1r \| Álvaro Hodeg Chagui \| Deceuninck-Quick Step \| 3h 04' 47" \| \| \| 2n \| Nacer Bouhanni \| Arkéa-Samsic \| + 4" \| \| \| 3r \| Bryan Coquard \| B&B Hotels p/b KTM \| + 6" \| \| \| 4t \| Niccolò Bonifazio \| TotalEnergies \| + 10" \| \| \| 5è \| Jason Tesson \| Saint Michel-Auber 93 \| + 10" \| \| \| 6è \| Riccardo Minali \| Intermarché-Wanty-Gobert Matériaux \| + 10" \| \| \| 7è \| Florian Vermeersch \| Lotto-Soudal \| + 10" \| \| \| 8è \| Emmanuel Morin \| Cofidis \| + 10" \| \| \| 9è \| Clément Venturini \| AG2R Citroën Team \| + 10" \| \| \| 10è \| Dries De Bondt \| Alpecin-Fenix \| + 10" \| \| |                     |                                    |            |
| |                     |                                    |            |
| Fonts: ProCyclingStats Cycling Archives |                     |                                    |            |
| Classificació general |                     |                                    |            |
| Corredor | Corredor            | Equip                              | Temps      |
| 1r | Álvaro Hodeg Chagui | Deceuninck-Quick Step              | 3h 04' 47" |
| 2n | Nacer Bouhanni      | Arkéa-Samsic                       | + 4"       |
| 3r | Bryan Coquard       | B&B Hotels p/b KTM                 | + 6"       |
| 4t | Niccolò Bonifazio   | TotalEnergies                      | + 10"      |
| 5è | Jason Tesson        | Saint Michel-Auber 93              | + 10"      |
| 6è | Riccardo Minali     | Intermarché-Wanty-Gobert Matériaux | + 10"      |
| 7è | Florian Vermeersch  | Lotto-Soudal                       | + 10"      |
| 8è | Emmanuel Morin      | Cofidis                            | + 10"      |
| 9è | Clément Venturini   | AG2R Citroën Team                  | + 10"      |
| 10è | Dries De Bondt      | Alpecin-Fenix                      | + 10"      |

### 2a etapa
| \| Classificació de l'etapa \| Classificació de l'etapa \| Classificació de l'etapa \| Classificació de l'etapa \| Classificació de l'etapa \| \| Corredor \| Corredor \| Equip \| Temps \| \| \| ------------------------ \| ------------------------ \| ---------------------------------- \| ------------------------ \| ------------------------ \| \| 1r \| Georg Zimmermann \| Intermarché-Wanty-Gobert Matériaux \| 3h 05' 42" \| \| \| 2n \| Michael Storer \| Team DSM \| + 0" \| \| \| 3r \| Harm Vanhoucke \| Lotto-Soudal \| + 0" \| \| \| 4t \| Rémy Rochas \| Cofidis \| + 0" \| \| \| 5è \| Matteo Badilatti \| Groupama-FDJ \| + 0" \| \| \| 6è \| Georg Steinhauser \| Alemanya Sub-23 \| + 0" \| \| \| 7è \| José Manuel Díaz Gallego \| Delko \| + 18" \| \| \| 8è \| Aurélien Paret-Peintre \| AG2R Citroën Team \| + 22" \| \| \| 9è \| Quinn Simmons \| Trek-Segafredo \| + 22" \| \| \| 10è \| Pierre Latour \| TotalEnergies \| + 22" \| \| |                          |                                    |            |
| |                          |                                    |            |
| Fonts: ProCyclingStats Cycling Archives |                          |                                    |            |
| Classificació de l'etapa |                          |                                    |            |
| Corredor | Corredor                 | Equip                              | Temps      |
| 1r | Georg Zimmermann         | Intermarché-Wanty-Gobert Matériaux | 3h 05' 42" |
| 2n | Michael Storer           | Team DSM                           | + 0"       |
| 3r | Harm Vanhoucke           | Lotto-Soudal                       | + 0"       |
| 4t | Rémy Rochas              | Cofidis                            | + 0"       |
| 5è | Matteo Badilatti         | Groupama-FDJ                       | + 0"       |
| 6è | Georg Steinhauser        | Alemanya Sub-23                    | + 0"       |
| 7è | José Manuel Díaz Gallego | Delko                              | + 18"      |
| 8è | Aurélien Paret-Peintre   | AG2R Citroën Team                  | + 22"      |
| 9è | Quinn Simmons            | Trek-Segafredo                     | + 22"      |
| 10è | Pierre Latour            | TotalEnergies                      | + 22"      |

| \| Classificació general \| Classificació general \| Classificació general \| Classificació general \| Classificació general \| \| Corredor \| Corredor \| Equip \| Temps \| \| \| --------------------- \| ------------------------ \| ---------------------------------- \| --------------------- \| --------------------- \| \| 1r \| Georg Zimmermann \| Intermarché-Wanty-Gobert Matériaux \| 6h 10' 29" \| \| \| 2n \| Michael Storer \| Team DSM \| + 4" \| \| \| 3r \| Harm Vanhoucke \| Lotto-Soudal \| + 6" \| \| \| 4t \| Rémy Rochas \| Cofidis \| + 10" \| \| \| 5è \| Georg Steinhauser \| Alemanya Sub-23 \| + 10" \| \| \| 6è \| Matteo Badilatti \| Groupama-FDJ \| + 10" \| \| \| 7è \| José Manuel Díaz Gallego \| Delko \| + 28" \| \| \| 8è \| Aurélien Paret-Peintre \| AG2R Citroën Team \| + 32" \| \| \| 9è \| Pierre Latour \| TotalEnergies \| + 32" \| \| \| 10è \| Clément Champoussin \| AG2R Citroën Team \| + 32" \| \| |                          |                                    |            |
| |                          |                                    |            |
| Fonts: ProCyclingStats Cycling Archives |                          |                                    |            |
| Classificació general |                          |                                    |            |
| Corredor | Corredor                 | Equip                              | Temps      |
| 1r | Georg Zimmermann         | Intermarché-Wanty-Gobert Matériaux | 6h 10' 29" |
| 2n | Michael Storer           | Team DSM                           | + 4"       |
| 3r | Harm Vanhoucke           | Lotto-Soudal                       | + 6"       |
| 4t | Rémy Rochas              | Cofidis                            | + 10"      |
| 5è | Georg Steinhauser        | Alemanya Sub-23                    | + 10"      |
| 6è | Matteo Badilatti         | Groupama-FDJ                       | + 10"      |
| 7è | José Manuel Díaz Gallego | Delko                              | + 28"      |
| 8è | Aurélien Paret-Peintre   | AG2R Citroën Team                  | + 32"      |
| 9è | Pierre Latour            | TotalEnergies                      | + 32"      |
| 10è | Clément Champoussin      | AG2R Citroën Team                  | + 32"      |

### 3a etapa
| \| Classificació de l'etapa \| Classificació de l'etapa \| Classificació de l'etapa \| Classificació de l'etapa \| Classificació de l'etapa \| \| Corredor \| Corredor \| Equip \| Temps \| \| \| ------------------------ \| ------------------------ \| ------------------------ \| ------------------------ \| ------------------------ \| \| 1r \| Michael Storer \| Team DSM \| 3h 02' 46" \| \| \| 2n \| Andrea Bagioli \| Deceuninck-Quick Step \| + 43" \| \| \| 3r \| Mattias Skjelmose \| Trek-Segafredo \| + 43" \| \| \| 4t \| Harm Vanhoucke \| Lotto-Soudal \| + 43" \| \| \| 5è \| Matteo Badilatti \| Groupama-FDJ \| + 45" \| \| \| 6è \| Clément Champoussin \| AG2R Citroën Team \| + 45" \| \| \| 7è \| Maxime Bouet \| Arkéa-Samsic \| + 1' 23" \| \| \| 8è \| Olivier Le Gac \| Groupama-FDJ \| + 1' 23" \| \| \| 9è \| Dmitri Strakhov \| Gazprom-RusVelo \| + 1' 23" \| \| \| 10è \| Andreas Kron \| Lotto-Soudal \| + 1' 23" \| \| |                     |                       |            |
| |                     |                       |            |
| Fonts: ProCyclingStats Cycling Archives |                     |                       |            |
| Classificació de l'etapa |                     |                       |            |
| Corredor | Corredor            | Equip                 | Temps      |
| 1r | Michael Storer      | Team DSM              | 3h 02' 46" |
| 2n | Andrea Bagioli      | Deceuninck-Quick Step | + 43"      |
| 3r | Mattias Skjelmose   | Trek-Segafredo        | + 43"      |
| 4t | Harm Vanhoucke      | Lotto-Soudal          | + 43"      |
| 5è | Matteo Badilatti    | Groupama-FDJ          | + 45"      |
| 6è | Clément Champoussin | AG2R Citroën Team     | + 45"      |
| 7è | Maxime Bouet        | Arkéa-Samsic          | + 1' 23"   |
| 8è | Olivier Le Gac      | Groupama-FDJ          | + 1' 23"   |
| 9è | Dmitri Strakhov     | Gazprom-RusVelo       | + 1' 23"   |
| 10è | Andreas Kron        | Lotto-Soudal          | + 1' 23"   |

## Classificació final
| \| Classificació general \| Classificació general \| Classificació general \| Classificació general \| Classificació general \| \| Corredor \| Corredor \| Equip \| Temps \| \| \| --------------------- \| ------------------------ \| ---------------------------------- \| --------------------- \| --------------------- \| \| 1r \| Michael Storer \| Team DSM \| 9h 00' 35" \| \| \| 2n \| Harm Vanhoucke \| Lotto-Soudal \| + 55" \| \| \| 3r \| Matteo Badilatti \| Groupama-FDJ \| + 1' 01" \| \| \| 4t \| Andrea Bagioli \| Deceuninck-Quick Step \| + 1' 15" \| \| \| 5è \| Mattias Skjelmose \| Trek-Segafredo \| + 1' 17" \| \| \| 6è \| Clément Champoussin \| AG2R Citroën Team \| + 1' 23" \| \| \| 7è \| Georg Zimmermann \| Intermarché-Wanty-Gobert Matériaux \| + 1' 29" \| \| \| 8è \| Rémy Rochas \| Cofidis \| + 1' 39" \| \| \| 9è \| Georg Steinhauser \| Alemanya Sub-23 \| + 1' 46" \| \| \| 10è \| José Manuel Díaz Gallego \| Delko \| + 1' 57" \| \| |                          |                                    |            |
| |                          |                                    |            |
| Fonts: ProCyclingStats Cycling Archives |                          |                                    |            |
| Classificació general |                          |                                    |            |
| Corredor | Corredor                 | Equip                              | Temps      |
| 1r | Michael Storer           | Team DSM                           | 9h 00' 35" |
| 2n | Harm Vanhoucke           | Lotto-Soudal                       | + 55"      |
| 3r | Matteo Badilatti         | Groupama-FDJ                       | + 1' 01"   |
| 4t | Andrea Bagioli           | Deceuninck-Quick Step              | + 1' 15"   |
| 5è | Mattias Skjelmose        | Trek-Segafredo                     | + 1' 17"   |
| 6è | Clément Champoussin      | AG2R Citroën Team                  | + 1' 23"   |
| 7è | Georg Zimmermann         | Intermarché-Wanty-Gobert Matériaux | + 1' 29"   |
| 8è | Rémy Rochas              | Cofidis                            | + 1' 39"   |
| 9è | Georg Steinhauser        | Alemanya Sub-23                    | + 1' 46"   |
| 10è | José Manuel Díaz Gallego | Delko                              | + 1' 57"   |

### Classificacions secundàries
| Classificació per punts | Classificació per punts  | Classificació per punts            | Classificació per punts | Classificació per punts |
| Corredor                | Corredor                 | Equip                              | Punts                   |                         |
| ----------------------- | ------------------------ | ---------------------------------- | ----------------------- | ----------------------- |
| 1r                      | Michael Storer           | Team DSM                           | 45 pts                  |                         |
| 2n                      | Harm Vanhoucke           | Lotto-Soudal                       | 30 pts                  |                         |
| 3r                      | Georg Zimmermann         | Intermarché-Wanty-Gobert Matériaux | 25 pts                  |                         |
| 4t                      | Álvaro Hodeg Chagui      | Deceuninck-Quick Step              | 25 pts                  |                         |
| 5è                      | Matteo Badilatti         | Groupama-FDJ                       | 24 pts                  |                         |
| 6è                      | Andrea Bagioli           | Deceuninck-Quick Step              | 20 pts                  |                         |
| 7è                      | Mattias Skjelmose        | Trek-Segafredo                     | 16 pts                  |                         |
| 8è                      | Bryan Coquard            | B&B Hotels p/b KTM                 | 16 pts                  |                         |
| 9è                      | Rémy Rochas              | Cofidis                            | 14 pts                  |                         |
| 10è                     | José Manuel Díaz Gallego | Delko                              | 12 pts                  |                         |

| Classificació per punts | Classificació per punts  | Classificació per punts            | Classificació per punts | Classificació per punts |
| Corredor                | Corredor                 | Equip                              | Punts                   |                         |
| ----------------------- | ------------------------ | ---------------------------------- | ----------------------- | ----------------------- |
| 1r                      | Michael Storer           | Team DSM                           | 45 pts                  |                         |
| 2n                      | Harm Vanhoucke           | Lotto-Soudal                       | 30 pts                  |                         |
| 3r                      | Georg Zimmermann         | Intermarché-Wanty-Gobert Matériaux | 25 pts                  |                         |
| 4t                      | Álvaro Hodeg Chagui      | Deceuninck-Quick Step              | 25 pts                  |                         |
| 5è                      | Matteo Badilatti         | Groupama-FDJ                       | 24 pts                  |                         |
| 6è                      | Andrea Bagioli           | Deceuninck-Quick Step              | 20 pts                  |                         |
| 7è                      | Mattias Skjelmose        | Trek-Segafredo                     | 16 pts                  |                         |
| 8è                      | Bryan Coquard            | B&B Hotels p/b KTM                 | 16 pts                  |                         |
| 9è                      | Rémy Rochas              | Cofidis                            | 14 pts                  |                         |
| 10è                     | José Manuel Díaz Gallego | Delko                              | 12 pts                  |                         |

| Classificació de la muntanya | Classificació de la muntanya | Classificació de la muntanya | Classificació de la muntanya | Classificació de la muntanya |
| Corredor                     | Corredor                     | Equip                        | Punts                        |                              |
| ---------------------------- | ---------------------------- | ---------------------------- | ---------------------------- | ---------------------------- |
| 1r                           | Michael Storer               | Team DSM                     | 20 pts                       |                              |
| 2n                           | Sylvain Moniquet             | Lotto-Soudal                 | 15 pts                       |                              |
| 3r                           | Simon Guglielmi              | Groupama-FDJ                 | 13 pts                       |                              |
| 4t                           | Clément Champoussin          | AG2R Citroën Team            | 12 pts                       |                              |
| 5è                           | Sebastian Schönberger        | B&B Hotels p/b KTM           | 10 pts                       |                              |
| 6è                           | Matteo Badilatti             | Groupama-FDJ                 | 10 pts                       |                              |
| 7è                           | Rémy Rochas                  | Cofidis                      | 8 pts                        |                              |
| 8è                           | Carmelo Urbano               | Caja Rural-Seguros RGA       | 8 pts                        |                              |
| 9è                           | Quentin Pacher               | B&B Hotels p/b KTM           | 8 pts                        |                              |
| 10è                          | Victor Lafay                 | Cofidis                      | 8 pts                        |                              |

| Classificació de la muntanya | Classificació de la muntanya | Classificació de la muntanya | Classificació de la muntanya | Classificació de la muntanya |
| Corredor                     | Corredor                     | Equip                        | Punts                        |                              |
| ---------------------------- | ---------------------------- | ---------------------------- | ---------------------------- | ---------------------------- |
| 1r                           | Michael Storer               | Team DSM                     | 20 pts                       |                              |
| 2n                           | Sylvain Moniquet             | Lotto-Soudal                 | 15 pts                       |                              |
| 3r                           | Simon Guglielmi              | Groupama-FDJ                 | 13 pts                       |                              |
| 4t                           | Clément Champoussin          | AG2R Citroën Team            | 12 pts                       |                              |
| 5è                           | Sebastian Schönberger        | B&B Hotels p/b KTM           | 10 pts                       |                              |
| 6è                           | Matteo Badilatti             | Groupama-FDJ                 | 10 pts                       |                              |
| 7è                           | Rémy Rochas                  | Cofidis                      | 8 pts                        |                              |
| 8è                           | Carmelo Urbano               | Caja Rural-Seguros RGA       | 8 pts                        |                              |
| 9è                           | Quentin Pacher               | B&B Hotels p/b KTM           | 8 pts                        |                              |
| 10è                          | Victor Lafay                 | Cofidis                      | 8 pts                        |                              |

| Classificació del millor jove | Classificació del millor jove | Classificació del millor jove | Classificació del millor jove | Classificació del millor jove |
| Corredor                      | Corredor                      | Equip                         | Temps                         |                               |
| ----------------------------- | ----------------------------- | ----------------------------- | ----------------------------- | ----------------------------- |
| 1r                            | Andrea Bagioli                | Deceuninck-Quick Step         | 9h 01' 02"                    |                               |
| 2n                            | Mattias Skjelmose             | Trek-Segafredo                | + 2"                          |                               |
| 3r                            | Clément Champoussin           | AG2R Citroën Team             | + 8"                          |                               |
| 4t                            | Georg Steinhauser             | Alemanya Sub-23               | + 31"                         |                               |
| 5è                            | Andreas Kron                  | Lotto-Soudal                  | + 46"                         |                               |
| 6è                            | Sean Quinn                    | Hagens Berman Axeon           | + 2' 08"                      |                               |
| 7è                            | Maxime Chevalier              | B&B Hotels p/b KTM            | + 2' 08"                      |                               |
| 8è                            | Jakob Geßner                  | Rad-net Rose Team             | + 2' 08"                      |                               |
| 9è                            | Jhojan García                 | Caja Rural-Seguros RGA        | + 2' 08"                      |                               |
| 10è                           | Michel Ries                   | Trek-Segafredo                | + 2' 08"                      |                               |

| Classificació del millor jove | Classificació del millor jove | Classificació del millor jove | Classificació del millor jove | Classificació del millor jove |
| Corredor                      | Corredor                      | Equip                         | Temps                         |                               |
| ----------------------------- | ----------------------------- | ----------------------------- | ----------------------------- | ----------------------------- |
| 1r                            | Andrea Bagioli                | Deceuninck-Quick Step         | 9h 01' 02"                    |                               |
| 2n                            | Mattias Skjelmose             | Trek-Segafredo                | + 2"                          |                               |
| 3r                            | Clément Champoussin           | AG2R Citroën Team             | + 8"                          |                               |
| 4t                            | Georg Steinhauser             | Alemanya Sub-23               | + 31"                         |                               |
| 5è                            | Andreas Kron                  | Lotto-Soudal                  | + 46"                         |                               |
| 6è                            | Sean Quinn                    | Hagens Berman Axeon           | + 2' 08"                      |                               |
| 7è                            | Maxime Chevalier              | B&B Hotels p/b KTM            | + 2' 08"                      |                               |
| 8è                            | Jakob Geßner                  | Rad-net Rose Team             | + 2' 08"                      |                               |
| 9è                            | Jhojan García                 | Caja Rural-Seguros RGA        | + 2' 08"                      |                               |
| 10è                           | Michel Ries                   | Trek-Segafredo                | + 2' 08"                      |                               |

| Classificació per equips | Classificació per equips | Classificació per equips | Classificació per equips |
| Equip                    | Equip                    | Temps                    |                          |
| ------------------------ | ------------------------ | ------------------------ | ------------------------ |
| 1r                       | Lotto Soudal             | 27h 44' 28"              |                          |
| 2n                       | Groupama-FDJ             | + 2"                     |                          |
| 3r                       | França                   | + 9' 02"                 |                          |
| 4t                       | Alemanya Sub-23          | + 13' 32"                |                          |
| 5è                       | B&B Hotels p/b KTM       | + 13' 34"                |                          |
| 6è                       | Trek-Segafredo           | + 13' 44"                |                          |
| 7è                       | AG2R Citroën Team        | + 13' 58"                |                          |
| 8è                       | Gazprom-RusVelo          | + 15' 06"                |                          |
| 9è                       | Arkéa-Samsic             | + 18' 05"                |                          |
| 10è                      | Eolo-Kometa              | + 27' 36"                |                          |

| Classificació per equips | Classificació per equips | Classificació per equips | Classificació per equips |
| Equip                    | Equip                    | Temps                    |                          |
| ------------------------ | ------------------------ | ------------------------ | ------------------------ |
| 1r                       | Lotto Soudal             | 27h 44' 28"              |                          |
| 2n                       | Groupama-FDJ             | + 2"                     |                          |
| 3r                       | França                   | + 9' 02"                 |                          |
| 4t                       | Alemanya Sub-23          | + 13' 32"                |                          |
| 5è                       | B&B Hotels p/b KTM       | + 13' 34"                |                          |
| 6è                       | Trek-Segafredo           | + 13' 44"                |                          |
| 7è                       | AG2R Citroën Team        | + 13' 58"                |                          |
| 8è                       | Gazprom-RusVelo          | + 15' 06"                |                          |
| 9è                       | Arkéa-Samsic             | + 18' 05"                |                          |
| 10è                      | Eolo-Kometa              | + 27' 36"                |                          |

### Evolució de les classificacions
| Etapa                  | Vencedor               | Classificació general | Classificació per punts | Classificació de la muntanya | Classificació dels joves | Classificació per equips |
| ---------------------- | ---------------------- | --------------------- | ----------------------- | ---------------------------- | ------------------------ | ------------------------ |
| 1                      | Álvaro Hodeg           | Álvaro Hodeg          | Alexander Tarlton       | Álvaro Hodeg                 | Jason Tesson             | AG2R Citroën             |
| 2                      | Georg Zimmermann       | Georg Zimmermann      | Sylvain Moniquet        | Georg Zimmermann             | Georg Steinhauser        | Lotto Soudal             |
| 3                      | Michael Storer         | Michael Storer        | Michael Storer          | Michael Storer               | Andrea Bagioli           | Lotto Soudal             |
| Classificacions finals | Classificacions finals | Michael Storer        | Michael Storer          | Michael Storer               | Andrea Bagioli           | Lotto Soudal             |

## Llista de participants
| AG2R Citroën Team ACT | AG2R Citroën Team ACT        | AG2R Citroën Team ACT |
| --------------------- | ---------------------------- | --------------------- |
| Núm                   | Ciclista                     | Pos                   |
| 1                     | Clément Champoussin (FRA)    | 6è                    |
| 2                     | Dorian Godon (FRA)           | 68è                   |
| 3                     | Aurélien Paret-Peintre (FRA) | 38è                   |
| 4                     | Nans Peters (FRA)            | 77è                   |
| 5                     | Nicolas Prodhomme (FRA)      | 51è                   |
| 6                     | Clément Venturini (FRA)      | 32è                   |

| Cofidis COF | Cofidis COF               | Cofidis COF |
| ----------- | ------------------------- | ----------- |
| Núm         | Ciclista                  | Pos         |
| 11          | Victor Lafay (FRA)        | 37è         |
| 12          | Thomas Champion (FRA)     | 59è         |
| 13          | Jean-Pierre Drucker (LUX) | 86è         |
| 14          | Eddy Finé (FRA)           | 67è         |
| 15          | Emmanuel Morin (FRA)      | 71è         |
| 16          | Rémy Rochas (FRA)         | 8è          |

| Groupama-FDJ GFC | Groupama-FDJ GFC        | Groupama-FDJ GFC |
| ---------------- | ----------------------- | ---------------- |
| Núm              | Ciclista                | Pos              |
| 21               | Antoine Duchesne (CAN)  | 60è              |
| 22               | Simon Guglielmi (FRA)   | 43è              |
| 23               | Olivier Le Gac (FRA)    | 11è              |
| 24               | Tobias Ludvigsson (SWE) | 54è              |
| 25               | Rudy Molard (FRA)       | 17è              |
| 26               | Matteo Badilatti (SUI)  | 3r               |

| Deceuninck-Quick Step DQT | Deceuninck-Quick Step DQT | Deceuninck-Quick Step DQT |
| ------------------------- | ------------------------- | ------------------------- |
| Núm                       | Ciclista                  | Pos                       |
| 31                        | Shane Archbold (NZL)      | 82è                       |
| 32                        | Andrea Bagioli (ITA)      | 4t                        |
| 33                        | Ian Garrison (USA)        | 101è                      |
| 34                        | Álvaro Hodeg Chagui (COL) | 70è                       |
| 35                        | Stijn Steels (BEL)        | 92è                       |
| 36                        | Jannik Steimle (GER)      | 42è                       |

| Team DSM DSM | Team DSM DSM             | Team DSM DSM |
| ------------ | ------------------------ | ------------ |
| Núm          | Ciclista                 | Pos          |
| 41           | Felix Gall (AUT)         | 91è          |
| 42           | Michael Storer (AUS)     | 1r           |
| 43           | Florian Stork (GER)      | 99è          |
| 44           | Marco Brenner (GER)      | FC-3         |
| 45           | Gianmarco Garofoli (ITA) | DNF-2        |
| 46           | Henri Vandenabeele (BEL) | 48è          |

| Intermarché-Wanty-Gobert Matériaux IWG | Intermarché-Wanty-Gobert Matériaux IWG | Intermarché-Wanty-Gobert Matériaux IWG |
| -------------------------------------- | -------------------------------------- | -------------------------------------- |
| Núm                                    | Ciclista                               | Pos                                    |
| 51                                     | Jeremy Bellicaud (FRA)                 | DNF-3                                  |
| 52                                     | Théo Delacroix (FRA)                   | 66è                                    |
| 53                                     | Jan Hirt (CZE)                         | 55è                                    |
| 54                                     | Riccardo Minali (ITA)                  | 98è                                    |
| 55                                     | Pieter Vanspeybrouck (BEL)             | DNF-2                                  |
| 56                                     | Georg Zimmermann (GER)                 | 7è                                     |

| Lotto-Soudal LTS | Lotto-Soudal LTS         | Lotto-Soudal LTS |
| ---------------- | ------------------------ | ---------------- |
| Núm              | Ciclista                 | Pos              |
| 61               | Steff Cras (BEL)         | 15è              |
| 62               | Frederik Frison (BEL)    | 90è              |
| 63               | Andreas Kron (DEN)       | 13è              |
| 64               | Sylvain Moniquet (BEL)   | 56è              |
| 65               | Harm Vanhoucke (BEL)     | 2n               |
| 66               | Florian Vermeersch (BEL) | 79è              |

| Trek-Segafredo TFS | Trek-Segafredo TFS      | Trek-Segafredo TFS |
| ------------------ | ----------------------- | ------------------ |
| Núm                | Ciclista                | Pos                |
| 71                 | Niklas Eg (DEN)         | 44è                |
| 72                 | Kiel Reijnen (USA)      | 96è                |
| 73                 | Michel Ries (LUX)       | 23è                |
| 74                 | Quinn Simmons (USA)     | 41è                |
| 75                 | Mattias Skjelmose (DEN) | 5è                 |
| 76                 | Antonio Tiberi (ITA)    | 78è                |

| B&B Hotels p/b KTM BBK | B&B Hotels p/b KTM BBK      | B&B Hotels p/b KTM BBK |
| ---------------------- | --------------------------- | ---------------------- |
| Núm                    | Ciclista                    | Pos                    |
| 81                     | Alan Boileau (FRA)          | 46è                    |
| 82                     | Jonas Van Genechten (BEL)   | 100è                   |
| 83                     | Maxime Chevalier (FRA)      | 20è                    |
| 84                     | Bryan Coquard (FRA)         | 84è                    |
| 85                     | Quentin Pacher (FRA)        | 27è                    |
| 86                     | Sebastian Schönberger (AUT) | 39è                    |

| Arkéa-Samsic ARK | Arkéa-Samsic ARK         | Arkéa-Samsic ARK |
| ---------------- | ------------------------ | ---------------- |
| Núm              | Ciclista                 | Pos              |
| 91               | Maxime Bouet (FRA)       | 24è              |
| 92               | Anthony Delaplace (FRA)  | 36è              |
| 93               | Élie Gesbert (FRA)       | 33è              |
| 94               | Thibault Guernalec (FRA) | 75è              |
| 95               | Christophe Noppe (BEL)   | NP-3             |
| 96               | Nacer Bouhanni (FRA)     | NP-3             |

| Alpecin-Fenix AFC | Alpecin-Fenix AFC          | Alpecin-Fenix AFC |
| ----------------- | -------------------------- | ----------------- |
| Núm               | Ciclista                   | Pos               |
| 101               | Floris De Tier (BEL)       | 14è               |
| 102               | Dries De Bondt (BEL)       | 85è               |
| 103               | Otto Vergaerde (BEL)       | 83è               |
| 104               | Alexander Richardson (GBR) | DNF-3             |
| 105               | Philipp Walsleben (GER)    | 87è               |
| 106               | Lubomír Petruš (CZE)       | 97è               |

| Delko DKO | Delko DKO                      | Delko DKO |
| --------- | ------------------------------ | --------- |
| Núm       | Ciclista                       | Pos       |
| 111       | Clément Carisey (FRA)          | DNF-1     |
| 112       | Lucas De Rossi (FRA)           | 89è       |
| 113       | José Manuel Díaz Gallego (ESP) | 10è       |
| 114       | Delio Fernández Cruz (ESP)     | 35è       |
| 115       | Mathias Le Turnier (FRA)       | 64è       |
| 116       | Pierre Barbier (FRA)           | DNF-1     |

| TotalEnergies TDE | TotalEnergies TDE        | TotalEnergies TDE |
| ----------------- | ------------------------ | ----------------- |
| Núm               | Ciclista                 | Pos               |
| 121               | Niccolò Bonifazio (ITA)  | DNF-2             |
| 122               | Mathieu Burgaudeau (FRA) | 63è               |
| 123               | Fabien Doubey (FRA)      | 45è               |
| 124               | Alexandre Geniez (FRA)   | 62è               |
| 125               | Pierre Latour (FRA)      | 12è               |
| 126               | Geoffrey Soupe (FRA)     | 58è               |

| Caja Rural-Seguros RGA CJR | Caja Rural-Seguros RGA CJR | Caja Rural-Seguros RGA CJR |
| -------------------------- | -------------------------- | -------------------------- |
| Núm                        | Ciclista                   | Pos                        |
| 131                        | Álvaro Cuadros (ESP)       | 93è                        |
| 132                        | David González López (ESP) | DNF-3                      |
| 133                        | Sergio Martín (ESP)        | 69è                        |
| 134                        | Jhojan García (COL)        | 22è                        |
| 135                        | Josu Etxeberria (ESP)      | DNF-2                      |
| 136                        | Carmelo Urbano (ESP)       | 95è                        |

| Gazprom-RusVelo GAZ | Gazprom-RusVelo GAZ      | Gazprom-RusVelo GAZ |
| ------------------- | ------------------------ | ------------------- |
| Núm                 | Ciclista                 | Pos                 |
| 141                 | Artiom Nitx (RUS)        | 61è                 |
| 142                 | Cristian Scaroni (ITA)   | 73è                 |
| 143                 | Dmitri Strakhov (RUS)    | 18è                 |
| 144                 | Nicolai Cherkasov (RUS)  | 31è                 |
| 145                 | Serguei Txernetski (RUS) | 28è                 |
| 146                 | Pàvel Koixetkov (RUS)    | 74è                 |

| Eolo-Kometa EOK | Eolo-Kometa EOK        | Eolo-Kometa EOK |
| --------------- | ---------------------- | --------------- |
| Núm             | Ciclista               | Pos             |
| 151             | Erik Fetter (HUN)      | 57è             |
| 152             | Mattia Frapporti (ITA) | DNF-3           |
| 153             | Sergio García (ESP)    | 52è             |
| 154             | Mark Christian (GBR)   | 47è             |
| 155             | Luca Wackermann (ITA)  | DNF-3           |
| 156             | Edward Ravasi (ITA)    | 29è             |

| Saint Michel-Auber 93 AUB | Saint Michel-Auber 93 AUB | Saint Michel-Auber 93 AUB |
| ------------------------- | ------------------------- | ------------------------- |
| Núm                       | Ciclista                  | Pos                       |
| 161                       | Romain Cardis (FRA)       | 94è                       |
| 162                       | Anthony Maldonado (FRA)   | DNF-2                     |
| 163                       | Flavien Maurelet (FRA)    | 53è                       |
| 164                       | Morne van Niekerk (RSA)   | DNF-3                     |
| 165                       | Tony Hurel (FRA)          | DNF-2                     |
| 166                       | Jason Tesson (FRA)        | 102è                      |

| Xelliss-Roubaix Lille Métropole XRL | Xelliss-Roubaix Lille Métropole XRL | Xelliss-Roubaix Lille Métropole XRL |
| ----------------------------------- | ----------------------------------- | ----------------------------------- |
| Núm                                 | Ciclista                            | Pos                                 |
| 171                                 | Julien Antomarchi (FRA)             | DNF-3                               |
| 172                                 | Ivan Centrone (LUX)                 | DNF-2                               |
| 173                                 | Mathias De Witte (BEL)              | 72è                                 |
| 174                                 | Dylan Kowalski (FRA)                | DNF-3                               |
| 175                                 | Maxime Urruty (FRA)                 | 80è                                 |
| 176                                 | Jérémy Leveau (FRA)                 | 88è                                 |

| Hagens Berman Axeon HBA | Hagens Berman Axeon HBA  | Hagens Berman Axeon HBA |
| ----------------------- | ------------------------ | ----------------------- |
| Núm                     | Ciclista                 | Pos                     |
| 181                     | Sean Quinn (USA)         | 19è                     |
| 182                     | Matthew Riccitello (USA) | 25è                     |
| 183                     | Pedro Andrade (POR)      | 103è                    |
| 184                     | Diogo Barbosa (POR)      | DNF-2                   |
| 185                     | Samuel Janisch (USA)     | 104è                    |

| Alemanya Sub-23 GER | Alemanya Sub-23 GER | Alemanya Sub-23 GER |
| ------------------- | ------------------- | ------------------- |
| Núm                 | Ciclista            | Pos                 |
| 191                 | Florian Lipowitz    | 65è                 |
| 192                 | Jakob Geßner        | 21è                 |
| 193                 | Dominik Röber       | 40è                 |
| 194                 | Jannis Peter        | 49è                 |
| 195                 | Georg Steinhauser   | 9è                  |
| 196                 | Alexander Tarlton   | 76è                 |

| França FRA | França FRA           | França FRA |
| ---------- | -------------------- | ---------- |
| Núm        | Ciclista             | Pos        |
| 201        | Stefan Bennett       | 26è        |
| 202        | Émile Brenans        | 81è        |
| 203        | Florent Castellarnau | 16è        |
| 204        | Clément Jolibert     | 30è        |
| 205        | Clément Didier       | 50è        |
| 206        | Louis Richard        | 34è        |

| AG2R Citroën Team ACT | AG2R Citroën Team ACT        | AG2R Citroën Team ACT |
| --------------------- | ---------------------------- | --------------------- |
| Núm                   | Ciclista                     | Pos                   |
| 1                     | Clément Champoussin (FRA)    | 6è                    |
| 2                     | Dorian Godon (FRA)           | 68è                   |
| 3                     | Aurélien Paret-Peintre (FRA) | 38è                   |
| 4                     | Nans Peters (FRA)            | 77è                   |
| 5                     | Nicolas Prodhomme (FRA)      | 51è                   |
| 6                     | Clément Venturini (FRA)      | 32è                   |

| Cofidis COF | Cofidis COF               | Cofidis COF |
| ----------- | ------------------------- | ----------- |
| Núm         | Ciclista                  | Pos         |
| 11          | Victor Lafay (FRA)        | 37è         |
| 12          | Thomas Champion (FRA)     | 59è         |
| 13          | Jean-Pierre Drucker (LUX) | 86è         |
| 14          | Eddy Finé (FRA)           | 67è         |
| 15          | Emmanuel Morin (FRA)      | 71è         |
| 16          | Rémy Rochas (FRA)         | 8è          |

| Groupama-FDJ GFC | Groupama-FDJ GFC        | Groupama-FDJ GFC |
| ---------------- | ----------------------- | ---------------- |
| Núm              | Ciclista                | Pos              |
| 21               | Antoine Duchesne (CAN)  | 60è              |
| 22               | Simon Guglielmi (FRA)   | 43è              |
| 23               | Olivier Le Gac (FRA)    | 11è              |
| 24               | Tobias Ludvigsson (SWE) | 54è              |
| 25               | Rudy Molard (FRA)       | 17è              |
| 26               | Matteo Badilatti (SUI)  | 3r               |

| Deceuninck-Quick Step DQT | Deceuninck-Quick Step DQT | Deceuninck-Quick Step DQT |
| ------------------------- | ------------------------- | ------------------------- |
| Núm                       | Ciclista                  | Pos                       |
| 31                        | Shane Archbold (NZL)      | 82è                       |
| 32                        | Andrea Bagioli (ITA)      | 4t                        |
| 33                        | Ian Garrison (USA)        | 101è                      |
| 34                        | Álvaro Hodeg Chagui (COL) | 70è                       |
| 35                        | Stijn Steels (BEL)        | 92è                       |
| 36                        | Jannik Steimle (GER)      | 42è                       |

| Team DSM DSM | Team DSM DSM             | Team DSM DSM |
| ------------ | ------------------------ | ------------ |
| Núm          | Ciclista                 | Pos          |
| 41           | Felix Gall (AUT)         | 91è          |
| 42           | Michael Storer (AUS)     | 1r           |
| 43           | Florian Stork (GER)      | 99è          |
| 44           | Marco Brenner (GER)      | FC-3         |
| 45           | Gianmarco Garofoli (ITA) | DNF-2        |
| 46           | Henri Vandenabeele (BEL) | 48è          |

| Intermarché-Wanty-Gobert Matériaux IWG | Intermarché-Wanty-Gobert Matériaux IWG | Intermarché-Wanty-Gobert Matériaux IWG |
| -------------------------------------- | -------------------------------------- | -------------------------------------- |
| Núm                                    | Ciclista                               | Pos                                    |
| 51                                     | Jeremy Bellicaud (FRA)                 | DNF-3                                  |
| 52                                     | Théo Delacroix (FRA)                   | 66è                                    |
| 53                                     | Jan Hirt (CZE)                         | 55è                                    |
| 54                                     | Riccardo Minali (ITA)                  | 98è                                    |
| 55                                     | Pieter Vanspeybrouck (BEL)             | DNF-2                                  |
| 56                                     | Georg Zimmermann (GER)                 | 7è                                     |

| Lotto-Soudal LTS | Lotto-Soudal LTS         | Lotto-Soudal LTS |
| ---------------- | ------------------------ | ---------------- |
| Núm              | Ciclista                 | Pos              |
| 61               | Steff Cras (BEL)         | 15è              |
| 62               | Frederik Frison (BEL)    | 90è              |
| 63               | Andreas Kron (DEN)       | 13è              |
| 64               | Sylvain Moniquet (BEL)   | 56è              |
| 65               | Harm Vanhoucke (BEL)     | 2n               |
| 66               | Florian Vermeersch (BEL) | 79è              |

| Trek-Segafredo TFS | Trek-Segafredo TFS      | Trek-Segafredo TFS |
| ------------------ | ----------------------- | ------------------ |
| Núm                | Ciclista                | Pos                |
| 71                 | Niklas Eg (DEN)         | 44è                |
| 72                 | Kiel Reijnen (USA)      | 96è                |
| 73                 | Michel Ries (LUX)       | 23è                |
| 74                 | Quinn Simmons (USA)     | 41è                |
| 75                 | Mattias Skjelmose (DEN) | 5è                 |
| 76                 | Antonio Tiberi (ITA)    | 78è                |

| B&B Hotels p/b KTM BBK | B&B Hotels p/b KTM BBK      | B&B Hotels p/b KTM BBK |
| ---------------------- | --------------------------- | ---------------------- |
| Núm                    | Ciclista                    | Pos                    |
| 81                     | Alan Boileau (FRA)          | 46è                    |
| 82                     | Jonas Van Genechten (BEL)   | 100è                   |
| 83                     | Maxime Chevalier (FRA)      | 20è                    |
| 84                     | Bryan Coquard (FRA)         | 84è                    |
| 85                     | Quentin Pacher (FRA)        | 27è                    |
| 86                     | Sebastian Schönberger (AUT) | 39è                    |

| Arkéa-Samsic ARK | Arkéa-Samsic ARK         | Arkéa-Samsic ARK |
| ---------------- | ------------------------ | ---------------- |
| Núm              | Ciclista                 | Pos              |
| 91               | Maxime Bouet (FRA)       | 24è              |
| 92               | Anthony Delaplace (FRA)  | 36è              |
| 93               | Élie Gesbert (FRA)       | 33è              |
| 94               | Thibault Guernalec (FRA) | 75è              |
| 95               | Christophe Noppe (BEL)   | NP-3             |
| 96               | Nacer Bouhanni (FRA)     | NP-3             |

| Alpecin-Fenix AFC | Alpecin-Fenix AFC          | Alpecin-Fenix AFC |
| ----------------- | -------------------------- | ----------------- |
| Núm               | Ciclista                   | Pos               |
| 101               | Floris De Tier (BEL)       | 14è               |
| 102               | Dries De Bondt (BEL)       | 85è               |
| 103               | Otto Vergaerde (BEL)       | 83è               |
| 104               | Alexander Richardson (GBR) | DNF-3             |
| 105               | Philipp Walsleben (GER)    | 87è               |
| 106               | Lubomír Petruš (CZE)       | 97è               |

| Delko DKO | Delko DKO                      | Delko DKO |
| --------- | ------------------------------ | --------- |
| Núm       | Ciclista                       | Pos       |
| 111       | Clément Carisey (FRA)          | DNF-1     |
| 112       | Lucas De Rossi (FRA)           | 89è       |
| 113       | José Manuel Díaz Gallego (ESP) | 10è       |
| 114       | Delio Fernández Cruz (ESP)     | 35è       |
| 115       | Mathias Le Turnier (FRA)       | 64è       |
| 116       | Pierre Barbier (FRA)           | DNF-1     |

| TotalEnergies TDE | TotalEnergies TDE        | TotalEnergies TDE |
| ----------------- | ------------------------ | ----------------- |
| Núm               | Ciclista                 | Pos               |
| 121               | Niccolò Bonifazio (ITA)  | DNF-2             |
| 122               | Mathieu Burgaudeau (FRA) | 63è               |
| 123               | Fabien Doubey (FRA)      | 45è               |
| 124               | Alexandre Geniez (FRA)   | 62è               |
| 125               | Pierre Latour (FRA)      | 12è               |
| 126               | Geoffrey Soupe (FRA)     | 58è               |

| Caja Rural-Seguros RGA CJR | Caja Rural-Seguros RGA CJR | Caja Rural-Seguros RGA CJR |
| -------------------------- | -------------------------- | -------------------------- |
| Núm                        | Ciclista                   | Pos                        |
| 131                        | Álvaro Cuadros (ESP)       | 93è                        |
| 132                        | David González López (ESP) | DNF-3                      |
| 133                        | Sergio Martín (ESP)        | 69è                        |
| 134                        | Jhojan García (COL)        | 22è                        |
| 135                        | Josu Etxeberria (ESP)      | DNF-2                      |
| 136                        | Carmelo Urbano (ESP)       | 95è                        |

| Gazprom-RusVelo GAZ | Gazprom-RusVelo GAZ      | Gazprom-RusVelo GAZ |
| ------------------- | ------------------------ | ------------------- |
| Núm                 | Ciclista                 | Pos                 |
| 141                 | Artiom Nitx (RUS)        | 61è                 |
| 142                 | Cristian Scaroni (ITA)   | 73è                 |
| 143                 | Dmitri Strakhov (RUS)    | 18è                 |
| 144                 | Nicolai Cherkasov (RUS)  | 31è                 |
| 145                 | Serguei Txernetski (RUS) | 28è                 |
| 146                 | Pàvel Koixetkov (RUS)    | 74è                 |

| Eolo-Kometa EOK | Eolo-Kometa EOK        | Eolo-Kometa EOK |
| --------------- | ---------------------- | --------------- |
| Núm             | Ciclista               | Pos             |
| 151             | Erik Fetter (HUN)      | 57è             |
| 152             | Mattia Frapporti (ITA) | DNF-3           |
| 153             | Sergio García (ESP)    | 52è             |
| 154             | Mark Christian (GBR)   | 47è             |
| 155             | Luca Wackermann (ITA)  | DNF-3           |
| 156             | Edward Ravasi (ITA)    | 29è             |

| Saint Michel-Auber 93 AUB | Saint Michel-Auber 93 AUB | Saint Michel-Auber 93 AUB |
| ------------------------- | ------------------------- | ------------------------- |
| Núm                       | Ciclista                  | Pos                       |
| 161                       | Romain Cardis (FRA)       | 94è                       |
| 162                       | Anthony Maldonado (FRA)   | DNF-2                     |
| 163                       | Flavien Maurelet (FRA)    | 53è                       |
| 164                       | Morne van Niekerk (RSA)   | DNF-3                     |
| 165                       | Tony Hurel (FRA)          | DNF-2                     |
| 166                       | Jason Tesson (FRA)        | 102è                      |

| Xelliss-Roubaix Lille Métropole XRL | Xelliss-Roubaix Lille Métropole XRL | Xelliss-Roubaix Lille Métropole XRL |
| ----------------------------------- | ----------------------------------- | ----------------------------------- |
| Núm                                 | Ciclista                            | Pos                                 |
| 171                                 | Julien Antomarchi (FRA)             | DNF-3                               |
| 172                                 | Ivan Centrone (LUX)                 | DNF-2                               |
| 173                                 | Mathias De Witte (BEL)              | 72è                                 |
| 174                                 | Dylan Kowalski (FRA)                | DNF-3                               |
| 175                                 | Maxime Urruty (FRA)                 | 80è                                 |
| 176                                 | Jérémy Leveau (FRA)                 | 88è                                 |

| Hagens Berman Axeon HBA | Hagens Berman Axeon HBA  | Hagens Berman Axeon HBA |
| ----------------------- | ------------------------ | ----------------------- |
| Núm                     | Ciclista                 | Pos                     |
| 181                     | Sean Quinn (USA)         | 19è                     |
| 182                     | Matthew Riccitello (USA) | 25è                     |
| 183                     | Pedro Andrade (POR)      | 103è                    |
| 184                     | Diogo Barbosa (POR)      | DNF-2                   |
| 185                     | Samuel Janisch (USA)     | 104è                    |

| Alemanya Sub-23 GER | Alemanya Sub-23 GER | Alemanya Sub-23 GER |
| ------------------- | ------------------- | ------------------- |
| Núm                 | Ciclista            | Pos                 |
| 191                 | Florian Lipowitz    | 65è                 |
| 192                 | Jakob Geßner        | 21è                 |
| 193                 | Dominik Röber       | 40è                 |
| 194                 | Jannis Peter        | 49è                 |
| 195                 | Georg Steinhauser   | 9è                  |
| 196                 | Alexander Tarlton   | 76è                 |

| França FRA | França FRA           | França FRA |
| ---------- | -------------------- | ---------- |
| Núm        | Ciclista             | Pos        |
| 201        | Stefan Bennett       | 26è        |
| 202        | Émile Brenans        | 81è        |
| 203        | Florent Castellarnau | 16è        |
| 204        | Clément Jolibert     | 30è        |
| 205        | Clément Didier       | 50è        |
| 206        | Louis Richard        | 34è        |